# Waneta Hoyt
Pour les articles homonymes, voir Hoyt.
Waneta Hoyt, née le 13 mai 1946 à Richford et morte le 13 août 1998 à Bedford (New York) est une tueuse en série américaine.
Ses cinq enfants biologiques sont supposés morts à la suite de morts subites du nourrisson. Sa famille et elle furent utilisées dans un article du Journal of Pediatrics, en 1972, comme preuve que la mort subite du nourrisson était génétique. En 1994, Hoyt avoue le meurtre de ses enfants et est condamnée à la prison à vie.
Ainsi, les pédiatres se sont égarés pendant des années, et firent probablement de nombreuses erreurs dramatiques à cause de ce seul cas. Selon le docteur Jerold Lucey, qui était éditeur au journal en 1972, « une quantité phénoménale de temps et d'argent a été perdue pendant 25 ans » à cause de Hoyt et des scientifiques qu'elle menait sur de fausses pistes.

## Traduction
- (en) Cet article est partiellement ou en totalité issu de l’article de Wikipédia en anglais intitulé « Waneta Hoyt » (voir la liste des auteurs).